# Семуа (река)
Семуа́ (фр. Semois (в Бельгии) или Semoy (во Франции), валлон. Simwès, нем. Sesbach) — река в Бельгии и Франции. Правый приток реки Маас. Длина реки 210 км. Площадь бассейна составляет 1329 км². Среднегодовой расход воды — 30 м³/с.
Протекает на юго-востоке страны. Исток Семуа расположен в Арлоне в бельгийской провинции Люксембург, недалеко от границы с государством Люксембург. Семуа течёт в общем западном направлении через селения Энш, Эталь, Ле-Бюль, Флоранвиль, Эрбёмон, Буйон, Аль, Ле-от-Ривьер. Впадает в Маас справа в селении Монтерме к северу от города Шарлевиль-Мезьер. В верховьях в долине реки преобладают сельскохозяйственные земли, в низовьях — лес. В 2009 году вдоль реки в Бельгии проживало около 46 тыс. человек.
Основные притоки — Оршимон (пр), Гросфай (пр), Лиресс (пр), Эйен (пр), Эс (пр), Антронь (пр), Тамижан (пр) Вьер, Сиван (пр), Рюль, Тортру (пр), Фанж (лв).